# Molière (court métrage)
Pour les articles homonymes, voir Molière (homonymie).
Pour plus de détails, voir Fiche technique et Distribution.
Molière est un court métrage de Norbert Tildian réalisé en 1956.

## Synopsis
Rétrospective de la vie de Jean-Baptiste Poquelin, dit Molière, à travers ses œuvres.

## Fiche technique
- Réalisation : Norbert Tildian
- Photographie : Jacques Klein
- Musique : Jacques Charpentier
- Pays  :  France
- Genre : Court-métrage
- Durée : 25 min
- Année : 1956

## Distribution
- Jean-Paul Belmondo : Le Merluche
- Jacques Sereys : Le maître à danser
- Catherine Samie : Toinette / Nicole
- Gaston Vacchia : M. Jourdain / Argan
- Christian Asse : Mascari
- Jean Puyberneau : Le maître de musique
- André Hécaud	: Le père Diafoirus